# Лаговський Віктор Анатолійович
Ві́ктор Анато́лійович Лаго́вський (30 липня 1964 — 13 лютого 2015) — молодший сержант Міністерства внутрішніх справ України.

## Життєвий шлях
Закінчив морехідне училище, ходив у плавання.
У часі війни доброволець, попри вік та кілька відмов, незважаючи на стан здоров'я. Молодший сержант міліції, боєць батальйону патрульної служби міліції особливого призначення «Артемівськ» — не сказавши родині жодного слова.
Загинув 13 лютого 2015-го у бою за Дебальцеве: підрозділ потрапив у засідку під час проведення розвідки при виконанні завдання по вивозу поранених 40–ї бригади з села Октябрське. Зазнав смертельного поранення в голову, тоді ж загинули Сергій Карпо та Дмитро Стрєлець. Тіло на БТР-і було вивезено з місця бою, разом з іншими полеглими перевозилося до Артемівська. По дорозі у БТР влучила міна.
Перебував у списку зниклих. Ідентифікований за експертизою ДНК у квітні 2015-го.
Похований 30 квітня 2015-го у Житомирі на Смолянському військовому кладовищі.
Без Віктора лишилися мама Розалія Віцентіївна, дружина Ольга Василівна, з якою прожили у шлюбі 26 років, двоє синів — Анатолій і Ярослав, новонароджена внучка.

## Нагороди та вшанування
- Указом Президента України № 436/2015 від 17 липня 2015 року — орденом «За мужність» III ступеня (посмертно)[1]